# Wadim Kryśko
Wadim Anatoljewicz Kryśko, ros. Вадим Анатольевич Крысько (ur. 21 września 1937 w Kijowie) – rosyjski inżynier, mechanik, matematyk, profesor nauk technicznych, związany z Uniwersytetem Technicznym w Saratowie, doktor Honoris Causa Politechniki Łódzkiej.

## Życiorys
Urodził się 21 września 1937 roku w Kijowie na Ukrainie. Po ukończeniu Uniwersytetu Technicznego w Saratowie (Rosja) przez 2 lata pracował w ośrodkach przemysłowych regionu Saratowa, następnie rozpoczął pracę w charakterze asystenta w Katedrze Wytrzymałości Materiałów i Plastyczności Uniwersytetu Technicznego w Saratowie. W 1964 roku rozpoczął studia doktoranckie na specjalności Teoria sprężystości i plastyczności, a w roku 1967 obronił pracę doktorską i rozpoczął pracę na stanowisku adiunkta w Katedrze Matematyki Wyższej Uniwersytetu Technicznego w Saratowie. Prowadził badania w obszarze zagadnień nieliniowych statyki i dynamiki niejednorodnych powłok. W 1978 roku otrzymał stopień doktora habilitowanego, nadany przez Instytut Badawczo-Przemysłowy byłego ZSRR w Moskwie.
W 1977 roku został powołany na stanowisko Kierownika Katedry Matematyki Wyższej Uniwersytetu Technicznego w Saratowie, w latach 1979–1989 pełnił funkcję Dziekana Wydziału Badań Ogólnych w tej uczelni. W kwietniu 1988 uzyskał grant badawczy, co pozwoliło mu na nawiązanie kontaktów naukowych i wygłoszenie odczytów na wyższych uczelniach technicznych w Polsce. Kryśko prowadził wykłady z różnych obszarów tematycznych matematyki stosowanej, z algebry wektorów, analizy funkcjonalnej i równań różniczkowych, funkcji jednej i wielu zmiennych, analizy wariacyjnej oraz wybranych zagadnień matematyki wyższej. Ponadto prowadził wykłady z mechaniki, wytrzymałości materiałów, statyki i dynamiki konstrukcji oraz teorii sprężystości i plastyczności. W 1995 roku został członkiem korespondentem Międzynarodowej Akademii Szkolnictwa Wyższego Federacji Rosyjskiej, a także członkiem Akademii Inżynierskiej Federacji Rosyjskiej w 1998 roku.
Do jego osiągnięć należy opracowanie nowych metod redukcji równań różniczkowych cząstkowych typu eliptycznego do równań różniczkowych nieliniowych zwyczajnych, opracowanie teorii i rozwój metod związanych z rozwiązywaniem problemów dotyczących drgań nieliniowych powłok z uwzględnieniem naprężeń poprzecznych tnących oraz sprzężenia pól odkształceń i temperatury, opracowanie metod sterowania układami mechanicznymi ciągłymi oraz opracowanie teorii drgań sprzężonych powłok podczas przepływu transsonicznego (ponaddźwiękowego). Ostatnie lata działalności naukowej związane są z analizą dynamiki bifurkacyjnej i chaotycznej ciągłych układów mechanicznych (belek, płyt i powłok).
Jego dorobek naukowy obejmuje 6 monografii wydanych przez Wydawnictwa Springer Verlag i Francis&Sons, 7 monografii współautorskich z Janem Awrejcewiczem wydanych w języku polskim, 13 książek wydanych w języku rosyjskim, 133 artykuły naukowe wydane w języku rosyjskim oraz 70 artykułów wydanych w renomowanych czasopismach zagranicznych w języku angielskim. Tematyka tych prac obejmuje obszar mechaniki, termosprężystości, teorię optymalizacji układów mechanicznych, teorię propagacji fal sprężystych i zjawisk uderzeniowych, problemy interakcji sprężystych powłok z opływem transsonicznym gazu, jak również metody numeryczne dotyczące rozwiązania zagadnień matematycznych nieliniowych problemów teorii powłok. Jest członkiem Rad Programowych następujących czasopism: International Journal of Applied Mathematics (od 2010), Journal of the Saratov State Technical University (od 2003), Differential Equations (od 1977). Był członkiem Komitetów Naukowych wielu międzynarodowych konferencji naukowych, m.in. w Kazaniu, Lwowie czy Charkowie. Wypromował 47 doktorów oraz przyczynił się do uzyskania stopni doktora habilitowanego przez 9 osób.
Za swoją działalność Kryśko otrzymał szereg nagród: Złoty Medal nadawany przez Ministerstwo Edukacji Wyższej ZSRR (1967), nagrody za działalność naukową i dydaktyczną Uniwersytetu Technicznego w Saratowie (1987-1989), nagrodę za pracę badawczą Narodowego Komitetu Nauki i Edukacji Wyższej ZSRR (1988), nagrodę za działalność organizacyjną Komitetu Nagród Federacji Rosyjskiej (1990), dyplom Honorowego Pracownika Nauki i Technologii Federacji Rosyjskiej (1990), nagroda za działalność dydaktyczną Rosyjskiej Federacji (1997), nagroda Gubernatora regionu Saratowa za działalność naukową i dydaktyczną (1997), dyplom Honorowego Pracownika Edukacji Wyższej Federacji Rosyjskiej (1997), nagroda Ministerstwa Budownictwa i Architektury Regionu Saratowa za wkład w rozwój Konstrukcji budowlanych regionu Saratowa (1998), nagroda Ministra Edukacji Wyższej i Ogólnej Federacji Rosyjskiej (2000), tytuł "Soros Professor" (2000), nagroda polskiego Ministerstwa Nauki i Sportu za współautorską monografię z J. Awrejcewiczem (2005), nagroda im. A. Andruszenki za badania naukowe (2005), tytuł Honorowego Pracownika Uniwersytetu Technicznego w Saratowie (2005).